# Eucilmus insignicornis
Eucilmus insignicornis är en skalbaggsart som beskrevs av Leon Fairmaire 1901. Eucilmus insignicornis ingår i släktet Eucilmus och familjen långhorningar.
Artens utbredningsområde är Madagaskar. Inga underarter finns listade i Catalogue of Life.